# Compus de trei tetraedre
În geometrie compusul de trei tetraedre este un compus poliedric format din trei tetraedre regulate, având același centru, dar rotite una față de alta cu {\displaystyle \pi /3} (60°) de-a lungul unei axe de simetrie C2 care trece prin mijloacele a două laturi opuse ale componentelor. Dacă este văzut ca fiind format din trei antiprisme digonale, el se încadrează în clasa compușilor prismatici de antiprisme, care sunt compuși poliedrici uniformi cu indicele de compus UC23 (n=3, p=2, q=1).
Are simetrie diedrală, D6d, de ordinul 12.

## Construcție
Poate fi construit din trei tetraedre (sau trei antiprisme digonale) rotite cu 60° în jurul unei axe de simetrie C2 care trece prin mijloacele a două laturi opuse ale componentelor.
Este asemănător cu compusul de două tetraedre, la care componentele sunt rotite cu 90°. Are același aranjament al vârfurilor ca și antiprisma hexagonală (convexă).

## Politopuri înrudite
Un subset de laturi ale acestui compus poliedric poate genera un compus de poligoane strâmbe regulat, format din 3 pătrate strâmbe. Fiecare tetraedru furnizează câte unul dintre pătratele strâmbe. Acest compus regulat de poligoane are aceeași simetrie ca și compusul poliedric uniform.